# 孙楼街道
孙楼街道是中华人民共和国江苏省徐州市丰县下辖的一个街道办事处。
2014年10月16日，江苏省人民政府批复同意撤销孙楼镇，以原孙楼镇行政区域设立孙楼街道办事处，街道办事处驻孙楼村青年路1号。

## 行政区划
孙楼街道下辖以下村级行政区划单位：
张梨园社区、陈楼社区、穆楼社区、邵庄社区、三教堂村、叶庄村、仇楼村、张楼村、孙楼村、张庄村、大洼村、赵河涯村、张新庄村、庞庄村、高楼村、沙园村、陈楼村、邵庄村、蔡楼村、朱窑村、十里庙村、穆楼村和张梨园村。